# Parc national de Helvetinjärvi
Le parc national de Helvetinjärvi (en finnois : Helvetinjärven kansallispuisto littéralement parc national du lac de l'enfer) est un parc national de Finlande, dans la région du Pirkanmaa. Il se situe sur la commune de Ruovesi, à environ 85 km au nord de Tampere, non loin du parc national de Seitseminen.

## Géographie
Le parc est une bonne illustration des forêts sauvages du nord du Häme, avec un terrain très accidenté, culminant à 210 mètres d'altitude, soit 120 mètres plus haut que les lacs voisins. Le centre d'intérêt principal du site, qui attire les touristes depuis le début du XIXe siècle est la faille d'Helvetinkolu, un ravin très profond et sombre inhabituel en Finlande.
Ces étranges formations géologiques résultent de craquements de la croûte terrestre datant de 150-200 millions d'années.
Côté faune, on y trouve des écureuils volants et de nombreux oiseaux protégés, notamment le Pic tridactyle et le Gobe-mouche nain.

## Galerie

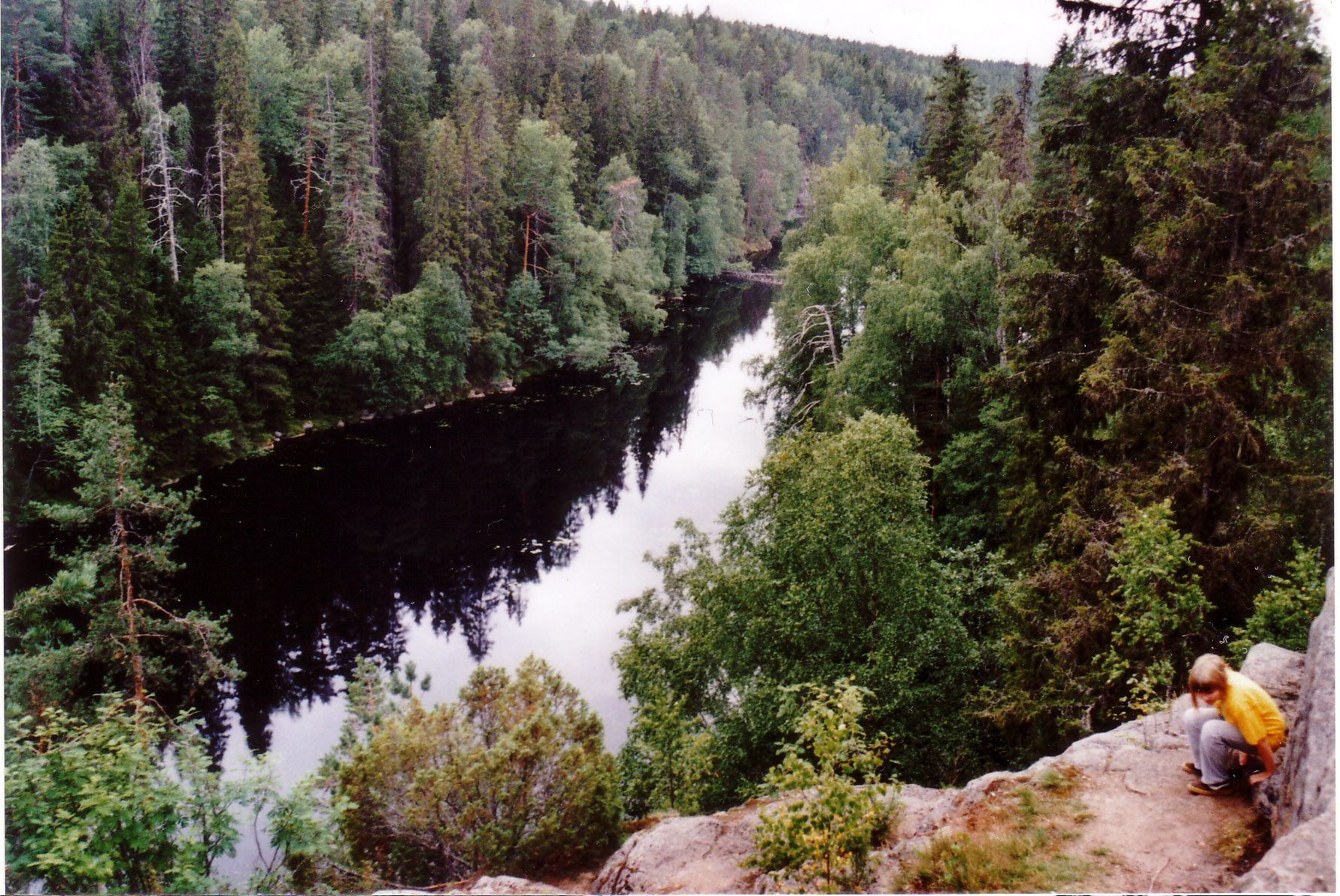
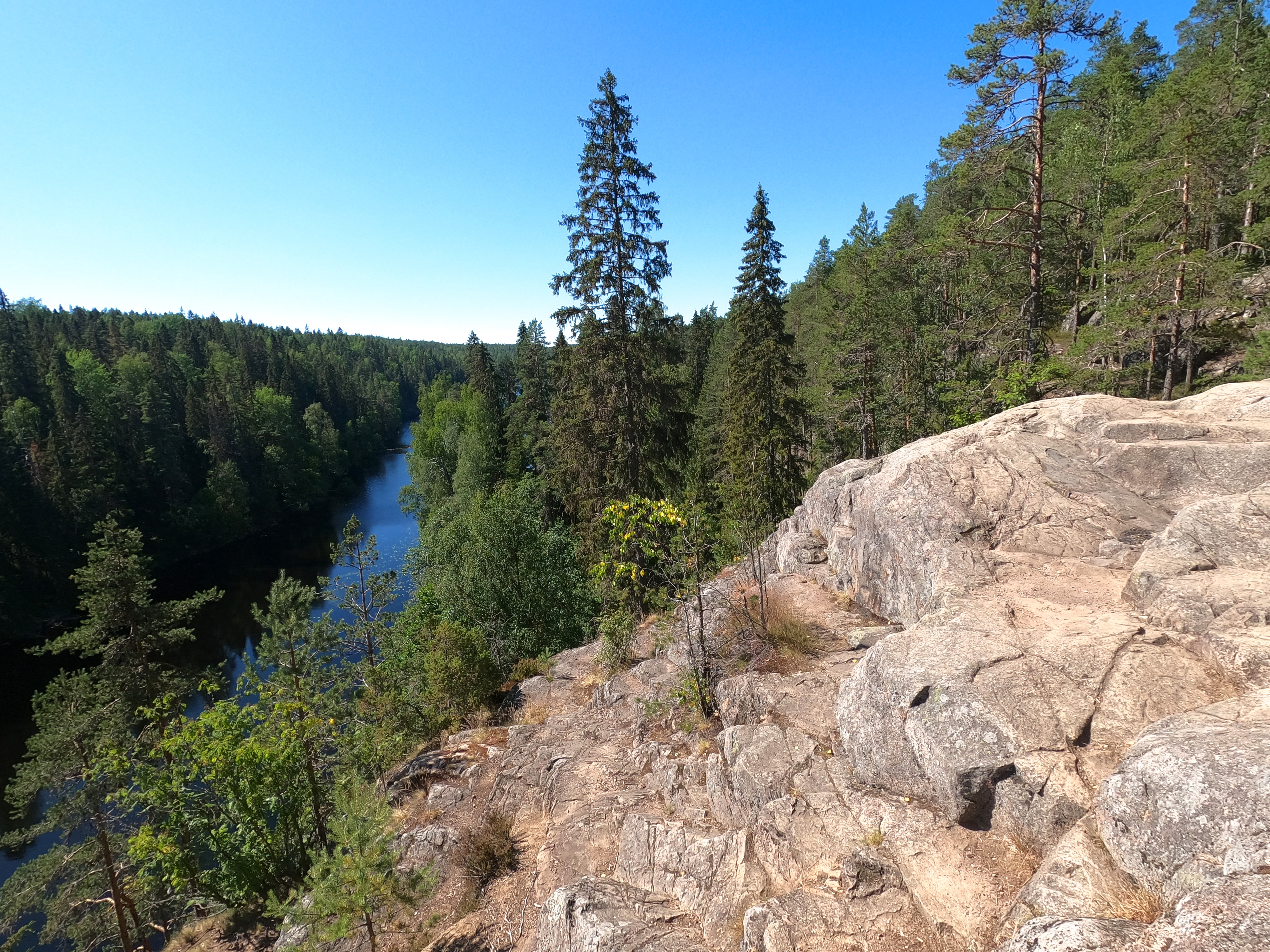